# Tbilískaya
Tbilískaya (del ruso: Тбили́сская) es una stanitsa, centro administrativo del raión de Tbilískaya del krai de Krasnodar, en Rusia. Está situada en las tierras bajas de Kubán-Azov, la orilla derecha del Kubán, frente a Severín, 102 km al nordeste de Krasnodar, la capital del krai.  Tenía 25 317 habitantes en 2010
Es centro del municipio Tbilískoye, al que pertenecen asimismo Vostochni, Gorski, Mirni, Oktiabrski, Pervomaiski, Severín y Ternovi.

## Historia
Entre 1788 y 1791 se construyó el reducto Tifliski para el regimiento homónimo (que lo ocupaba sólo en verano), que daría origen a la stanitsa futura. Ésta sería fundada en 1802 como parte de la línea defensiva del Cáucaso con 181 familias de cosacos emigrantes de Yekaterinoslav. Fue designado atamán de la stanitsa el yesaúl Andréi Grechishkin. En su origen tenía el propósito de asegurar las tierras del Kubán frente a la población montañesa. Con el paso del siglo XIX, fue perdiendo esta función defensiva y adquiriendo carácter de centro agrícola de la región. Hasta 1920 pertenecía al otdel de Kavkázskaya del óblast de Kubán. 
En 1934 fue designada centro administrativo de su raión, recién fundado. En 1936, con la adopción en ruso de la forma georgiana del nombre de la ciudad de Tiflis, Tbilisi, su nombre cambió a Tbilískaya. Durante la Gran Guerra Patria, fue ocupada por la Wehrmacht de la Alemania nazi el 6 de agosto de 1942 (operación Fall Blau), y liberada por el Ejército Rojo de la Unión Soviética (ofensiva del Cáucaso) el 29 de enero de 1943.

## Demografía
| 1959   | 1970   | 1979   | 1989   | 2002   | 2010   |
| ------ | ------ | ------ | ------ | ------ | ------ |
| 10 229 | 17 338 | 18 894 | 21 880 | 24 134 | 25 317 |

## Clima
La temperatura media de enero son 2-3 °C. El período de frío no dura más de 80 días al año.

## Cultura y lugares de interés
Capilla en honor al atamán Andréi Leontiévich Grechishkino (1829), muerto en combate con los adigué. En los alrededores se hallan numerosos kurganes meotes y sármatas. Monumento al soldado desconocido y llama eterna a los caídos de la Gran Guerra Patria.

## Economía y transporte
Tbilískaya es centro de una región principalmente agrícola, dedicada predominantemente al cultivo de cereales, girasoles, soja y remolacha azucarera. La ganadería de cerdos y la apicultura de gallinas tienen asimismo su importancia. en la stanitsa se hallan varias compañías dedicadas al procesamiento de los productos agrícolas, entre las que cabe destacar una fábrica de productos lácteos, una almazara y una fábrica de azúcar.
Cuenta con una estación (Grechishkino, erigida en 1902) en la línea ferroviaria Krasnodar-Kropotkin. La carretera regional R251 Temriuk-Kropotkin pasa al norte de la localidad. Unos 30 km al este, por esta última localidad, pasa la carretera federal M29 Cáucaso Pávlovskaya-frontera azerí.

## Personalidades
- Mijaíl Shkabardnia (*1930), político soviético.